# Börje-Bengt Hedblom
Börje-Bengt Hedblom (...) è un ex bobbista svedese.

## Biografia
Viene ricordato come vincitore di una medaglia di bronzo nella sua disciplina, ottenuta ai campionati mondiali del 1961 (edizione tenutasi a Lake Placid, Stati Uniti d'America) insieme ai suoi connazionali Gunnar Garpö, Erik Wennerberg e Gunnar Åhs
Nell'edizione l'oro andò alla nazionale italiana, l'argento a quella statunitense.